# Missing (소설)
《Missing》(미씽)은 일본의 작가 코다 가쿠토가 쓰고, 미도리카와 신이 일러스트를 담당한 라이트 노벨이다. 전격 문고(아스키 미디어 웍스)에서 2001년 7월부터 2005년 6월까지 전 13권이 발행되었다. 대한민국에서는 L 노벨(디앤씨미디어)이 미도리카와 신이 계약을 거부하여 pecorin이 그린 일러스트를 수록하여 출판되고 있다.
일본에서는 《야마(夜魔)》라는 소설 번외편과 《카미카쿠시 이야기》라는 만화책이 출간되었고, 라디오방송 《전격대상》에서 방송된 라디오 드라마의 CD도 발매되고 있다.

## 개요
부조리함과 리얼함으로 가득찬, 라이트 노벨의 틀 안에 들어가지 않는 본격적 현대 호러 판타지 소설. 일상에서 감지할 수 없는 ‘괴이’의 공포를 그린다. 처음부터 끝까지 《현대 판타지》라고 말하고 있지만, 호러적 요소도 꽤 높다. 이즈미 쿄우카적인 환상·괴기 취미와 일본적인 ‘죽음의 미학’이 훌륭하게 매치되어, 문장에는 문학적 표현이 많이 보인다. 1, 2, 5, 8권 이외에는 〈완결편〉이라고 소개하는 《연재물》. 소재의 대부분은 민속학 및 오컬트의 일부에서 얻고 있다.
작중에서는 스플래터 묘사도 많아, 주요 등장인물을 제외한 대부분의 인물들은 죽어 버리거나, 정신에 병이 들거나, 미쳐버리거나, 복구할 수 없는 큰 부상을 가지게 되거나, 행방불명이 되어 버린다.

## 스토리
보소반도에 위치한 세이소 학원대학 부속고교를 무대삼아, 문예부에 소속되어있는 고교 2학년 남녀 5인과 “카미카쿠시”의 소녀를 메인으로 삼아 이야기는 전개된다. 사소한 계기로 인해 차례차례 발생하는 괴현상이나 사건에 학교는 차츰 침식당해, 몇가지의 “이야기”가 뒤얽히고, 점점 학교 그 자체가 《이상(異常)》이 되어 간다――. 그중심에 선 “마녀”의 “소망”이란 무엇인 것일까?

## 주요 등장 인물
콘도 타케미(近藤 武巳) … [추억자]
매우 평범한 소년. 4월 1일생으로 문예부원중 생일이 가장 빠르다. 자신의 평범함을 자각하고 있기에, 인외적(人外的)인 자, 즉 특이한 사람을 동경한다. 우츠메 팬클럽의 회원 1호지만, 그것이 나중에 슬픈 결과를 낳게 된다. 메인 캐릭터 6명 중 혼자만 부모님이 건재하다는 것 외에는 과거를 알 수 없다. 《이계》로 이끄는 방울을 가지고 있는데, 평소에는 휴대폰의 스트랩으로 쓰고 있다. 사교적인 성격으로, 문예부에서는 ‘평범’동지인 료코와 특히 사이가 좋다. 문예부원.
우츠메 쿄이치(空目 恭一) … [그림자], [인계(人界)의 마왕]
마왕폐하로 불리는 소년. 움직이는 괴기 도서관. 외모는 수려하지만 사나운 눈초리 탓에, 사람들이 두려워하는 일이 잦다. 어릴 적에 남동생 소지와 함께 카미카쿠시를 당했기에 《이계》의 냄새를 알고 있다. 함께 돌아오지 못하고 사라져버린 남동생을 그리워해 상복의 의미로 항상 검은 옷을 입고 있다. 매우 방대한 ‘어두운’지식을 알고 있다. 항상 무표정, 무감동으로 타인에게는 아무것도 기대하지 않고, 자신이 바라는 것도 분명하게 밝히지 않고 있지만, 한편으로 무의식중에 죽음을 지향하고 있음을 토시야에게 간파당하기도 했다. 완벽한 연애부정론자로 “연애 감정은 소유욕의 연장”이라고 말한다. 문예부원.
아야메(あやめ) … [카미카쿠시], [사람의 형태를 원하는 바람]
덧없고 외로운 미소가 인상적인 미소녀. 긴 머리카락과 연지색 옷이 특징. 아름다운 시를 읊는데, 그 시에는 이계의 것에 대항하는 힘이 있다. 인간이었지만 《이계》의 존재가 되어, 평범한 인간에게는 ‘소개받는다’라는 계기가 없으면 그 존재를 인식할 수 없다. 항상 떨고 있고, 소극적인 성격. “바쳐진 공의(供儀)”.
무라카미 토시야(村神 俊也) … 과거[늑대], 현재[셰퍼훈트], 후에[낭인(狼人)(루갈)]
어릴때의 트라우마탓에, 소꿉친구인 우츠메나 동료들을 지키기 위해 필사적이 된다. 《이계》에 공포심을 갖고 있었지만…. 180cm를 넘는 장신(長身) 덕도 있고, 어릴때부터 숙부에게서 가라데 등으로 단련받았기에 운동능력이 발군이다. 생가는 하자마시의 유일한 신사이다. 문예부원.
키도노 아키(木戸野 亜紀) … [유리 짐승]
쿨한 독설 미소녀. 언제나 단적으로 본질을 꿰뚫는다. 어린 시절 심한 이지메를 당했기에, 그에 지지 않도록 높은 프라이드를 만들어내고, 타인을 업신여기는 것으로 자신을 안정시키게 되었다. 그러나, 그런 자신의 일그러짐을 자각해, 혐오하고 있다. 이지메를 당했던 경험 탓에 집단생활을 두려워하게 되어, 하자마시의 학생 치고는 드물게도 아파트에서 혼자 살고 있다. 우츠메를 몰래 좋아하고 있기에, 아야메에게는 그다지 좋은 감정을 갖고 있지 않다. 문예부원. 외가로부터 이어져 내려온 ‘견신/이누가미(犬神)’의 혈통을 잇고 있다.
쿠사카베 료코(日下部 稜子) … [상냥한 거울]
타인과 생각을 공유하는 힘이 매우 뛰어난, 밝고 상냥한 소녀. 사교적이라 친구는 많지만, 그 탓에 여러번 위험한 일에 끼어드는 일도 잦다. 복잡한 가정환경을 갖고 있다. 우츠메를 “마왕님”이라고 부르며, 우츠메 팬클럽의 회원 2호. 타케미를 좋아한다. 문예부원.
토가노 요미코(十叶 詠子) … [현대의 마녀]
스스로를 “마녀”라 부르고, 주위 사람들로부터도 그렇게 불리는 3학년생. 의미깊은 발언을 하는 수수께끼의 인물. 사악(邪惡)이 결여된 이상자(異端者). 평소에는 구교사 연못 옆에서 혼자 미소짓고 있을 때가 많다. <모두>가 사이 좋게 될 수 있도록 바라고 있다.
진노 카게유키(神野 陰之) … [야암(夜闇)의 마왕], [이름없는 어둠], [모든 선과 악의 긍정자], [いと古き者의 대리인], [최초의 마인], [수육(受肉)된 신의 편린]
어둠. 타케미에게 방울을 준 장본인. 인간인지 아닌지도 불분명한, 수수께끼가 많은 존재. 요미코와 얽혀 있다. 마법의 비밀에 너무 다가간 나머지, 자신이 마법이 되었다. 자신의 소망을 잃어버렸기에 타인의 소망을 이루어준다. 변화를 사랑한다. 마츠카타의 스승.
오자키 마츠카타(小崎 摩津方) … [마도사], [세계수에 매달려진 마술사]
‘오사코 에이치로’라는 펜네임을 가진 작가. 마도사. 세이소 학원대학 부속고교를 창설한 창설자 중 한 명으로, 학교에 다수의 마술 토대를 남겨둔 장본인. 그가 쓴 책은 〈진짜〉= 괴이를 이끌어 낼 가능성이 높다고 하여, 《기관》으로부터 철저히 감시되고 있기에, 현재 민간에는 거의 나돌고 있지 않는다. (우츠메는 그의 책을 다수 보유하고 있지만, 이것은 개인 소유이기에 《기관》의 손이 닿지 못했기 때문이다) 결혼 후의 이름은 ‘오사코 마츠카타’. 고등학교에 있는 나무에 목을 매달아 자살했다. 심하게 비뚤어진 미소를 띄우는 것이 특징. 순수한 사악(邪惡)의 소유자.
하가 미키히코(芳賀 幹比古) … [검은 옷의 남자]
도시전설에 나오는 《검은 옷》. 《기관》의 에이전트. 사회에 비정상적인 영향력을 가지는 이 《기관》 덕분에, 사람이 몇십명이 죽어도 큰 사건이 되지 않는다. 자주 우츠메들의 앞에 나타나서, 〈괴이〉에 관한 정보, 때로는 명령을 준다. 우츠메를 〈실험체〉라 부르며, 감시·관찰을 하고 있다.

## 기타 등장 인물
키죠 아츠시(基城 敦)
《카미카쿠시 이야기》에 등장한다. 겉으로는 하자마 시의 슈젠지라는 진언종 절의 주지로 활동하고 있지만 하가와 마찬가지로 《기관》의 에이전트 중의 한 명이다. 아야메를 《회수》하기 위해, 문예부원들과 함께 동행하는데…….
키죠 유타카(基城 秦)
《카미카쿠시 이야기》및 《자시키와라시 이야기》에 등장한다. 아츠시의 쌍둥이 남동생으로, 역시 《기관》의 에이전트 중의 한 명이다.
야나가와 노리히코(柳川 則彦)
《저주 이야기》에 등장. 세이소 학원대학 부속고교의 고전 교사. 한번 찍히면 계속 잔소리를 하기 때문에 학생들 사이에선 평판이 좋지 않다. 견신에 홀린 아키와 얽혀, 수수께끼의 실종을 당하게 된다.
소우야(宗谷)
《저주 이야기》에 등장. 세이소 학원대학 부속고교 3학년생. 아키에게 ‘저주의 팩스’를 보낸 장본인으로, 결국 견신에게 물려 죽었다.
노조미
료코의 룸메이트.
오키모토
타케미의 룸메이트.
우츠메 소지(空目 想二)
어릴 때 《이계》로 사라져버린 우츠메의 남동생.

## 출판 목록

### 소설
Missing 1 카미카쿠시 이야기
 2001년 7월 25일 초판발행, ISBN 4-8402-1866-8
 2008년 8월 10일 초판발행, ISBN 978-89-6145-973-0
Missing 2　저주 이야기
 2001년 10월 25일 초판발행, ISBN 4-8402-1946-X
 2008년 9월 10일 초판발행, ISBN 978-89-6145-964-8
Missing 3 목매다는 이야기
 2002년 1월 25일 초판발행, ISBN 4-8402-2010-7
 2008년 11월 10일 초판발행, ISBN 978-89-6145-979-2
Missing 4 목매다는 이야기·완결편
 2002년 3월 25일 초판발행, ISBN 4-8402-2061-1
 2008년 12월 10일 초판발행, ISBN 978-89-6145-996-9
Missing 5 눈가리개 이야기
 2002년 6월 25일 초판발행, ISBN 4-8402-2112-X
 2009년 2월 10일 초판발행, ISBN 978-89-6145-886-3
Missing 6 맞거울 이야기
 2002년 10월 25일 초판발행, ISBN 4-8402-2188-X
 2009년 4월 10일 초판발행, ISBN 978-89-6145-863-4
Missing 7 맞거울 이야기·완결편
 2003년 1월 25일 초판발행, ISBN 4-8402-2263-0
 2009년 5월 10일 초판발행, ISBN 978-89-6145-854-2
Missing 8 산 제물 이야기
 2003년 5월 25일 초판발행, ISBN 4-8402-2376-9
 2009년 6월 10일 초판발행, ISBN 978-89-6145-845-0
Missing 9 자시키와라시 이야기
 2003년 10월 25일 초판발행, ISBN 4-8402-2485-4
 2009년 8월 10일 초판발행, ISBN 978-89-267-9005-2
Missing 10 속·자시키와라시 이야기
 2004년 1월 25일 초판발행, ISBN 4-8402-2571-0
 2009년 10월 10일 초판발행, ISBN 978-89-267-9014-4
Missing 11 자시키와라시 이야기·완결편
 2004년 7월 25일 초판발행, ISBN 4-8402-2703-9
 2009년 12월 10일 초판발행, ISBN 978-89-267-9025-0
Missing 12 강림 이야기
 2005년 3월 25일 초판발행, ISBN 4-8402-2996-1
 2010년 2월 10일 초판발행, ISBN 978-89-267-9036-6
Missing 13 강림 이야기·완결편
 2005년 6월 25일 초판발행, ISBN 4-8402-3038-2
 2010년 4월 10일 초판발행, ISBN 978-89-267-9051-9

### 소설 외전
야마(夜魔)
 ISBN 4-8402-3249-0

### 만화
Missing 카미카쿠시 이야기
1. ISBN 4-8402-3073-0
2. ISBN 4-8402-3192-3
3. ISBN 4-8402-3251-2

## 용어
카미카쿠시(神隠し)
일본 고래(古來)의 민속적인 현상. 누군가가 이유없이 갑자기 실종되면 그 사람을 신이 숨긴 것이라 여겨 '카미카쿠시/神隱し'라 불렀다.
세이소 학원대학 부속고교
하자마 시에 위치한, 우츠메들이 다니고 있는 고등학교. 상당히 초기에 완전하게 학점제를 도입했고, 자주성을 존중하는 교풍으로 일본 내에서 널리 알려진 학교이다. 학생들의 80%는 평소에는 사복으로 통학한다. 규모도 크고 설비도 매우 뛰어나다. 광대한 기숙사가 있어 전국에서 학생을 받고 있고, 학생들의 절반 이상이 기숙사에서 살고 있다. (타케미와 료코도 기숙사생이다.)
하자마 시
보소반도에 위치한 인구 약 5만명의 작은 도시. 메이지 초기에 외국인용 별장지로 계획되어 서양식으로 꾸며진 도시이다. 특별한 산업이나 특산물이 없어 학예 진흥을 꾀했고, 그 결과 세이소 학원대학 및 부속 중고교를 받아들이고 많은 학생들을 받아들여 학예 도시로 알려지게 되었다.
이계(異界)
늘 우리 곁에 있는 “건너편”. 항상 “이쪽”과 이어지려 하는데, 그 존재는 극히 소수의 인간만이 인식할 수 있다. “건너편”의 존재들은 그들을 인식하지 못하는 자에게는 손을 대지 못하기에, “이쪽”으로 넘어오기 위해 “이야기”와 동화하여 “이계의 존재”를 사람들에게 인식시킨다.
기관
사회를 유지하기 위해,“이계”와 관련된 일을 처리할 목적으로 설립된 조직. 그 존재는 완벽하게 비밀에 싸여 있다. 사회에 강력한 영향력을 가지고 있기에 이를 이용해“이계”를 확산시키는 인간을 찾아내어 “감시”하거나, “협박”하거나, “처리”한다. 그리고 “이계”와 관련된 정보를 조작하는 것으로 사회에 “이계”의 존재를 철저히 감추고 있다.
자시키와라시(座敷童)
일본의 요괴중 하나로, 자시키와라시가 붙어있는 집은 번창한다고 한다. 그러나 자시키와라시가 나가버리면 그 집은 몰락하게 된다.

## 라디오 드라마
불러들이는 목소리 이야기(呼び声の物語)
이 작품은 5권과 6권 사이의 이야기로, 저주의 카세트 테이프 이야기이다. 게다가, 덤으로 〈Missing 백가지 이야기〉도 수록되어 있다. 또한, 16페이지의 소책자와 특제 오리지널 타롯카드 대 아르카나 22매가 포함되어 있다.
성우 정보
콘도 타케미：호시 소이치로
우츠메 쿄이치：미도리카와 히카루
아야메：미즈시로 레나
무라카미 토시야：노지마 켄지
키도노 아키：타무라 유카리
쿠사카베 료코：카와카미 토모코
토가노 요미코：오오모토 마키코
진노 카게유키：이나다 테츠
하가 미키히코：타나카 히데유키